# Neukirchen (Lichtenfels)
Neukirchen is een stadsdeel van de stad Lichtenfels (Hessen) in het district Waldeck-Frankenberg in Duitsland.
Neukirchen ligt aan de Uerdinger Linie, in het traditionele Hoogduitse gebied. Neukirchen ligt in Waldeck, tussen Rengershausen en Münden.